# بول سورفينو
بول سورفينو (بالإنجليزية: Paul Sorvino)‏ (13 أبريل 1939 - 25 يوليو 2022) ممثل، ومخرج أفلام، وممثل تلفزي، وممثل مسرحي، ومخرج مسرحي، ومؤدي أصوات أمريكي، ولد في بروكلين.

## التعليم
تعلم في أستوديو ويليام إسبر ‏.

## وصلات خارجية
- بول سورفينو على موقع IMDb (الإنجليزية)
- بول سورفينو على موقع ألو سيني (الفرنسية)
- بول سورفينو على موقع ميوزك برينز (الإنجليزية)
- بول سورفينو على موقع أول موفي (الإنجليزية)
- بول سورفينو على موقع قاعدة بيانات برودواي على الإنترنت (الإنجليزية)
- بول سورفينو على موقع قاعدة بيانات الأفلام السويدية (السويدية)
- بول سورفينو على موقع إن إن دي بي (الإنجليزية)
- بول سورفينو على موقع ديسكوغز (الإنجليزية)
- بول سورفينو على موقع قاعدة بيانات الفيلم (الإنجليزية)
- بول سورفينو على موقع كينوبويسك (الروسية)